# Coomansus aff. menzeli
Coomansus aff. menzeli är en rundmaskart. Coomansus aff. menzeli ingår i släktet Coomansus, och familjen Mononchidae. Arten är reproducerande i Sverige.